# Герб Оленегорска
Герб Оленегорска утвержден решением Оленегорского городского Совета от 18.03.2003 г. № 01-13 рс и внесен в Государственный геральдический реестр Российской Федерации с присвоением регистрационного номера 1437 (протокол № 19-д от 21.09.2004 г.)

## Описаниеи обоснование символики
Геральдическое описание (блазон) гласит:
В лазоревом поле на возникающей черной, окаймленной зеленью пирамиде — идущий золотой олень и вокруг него, поверх всего — 26 уложенных в кольцо золотых безантов
Символика герба: количество «безантов» (26) обозначает порядковый номер железа в таблице Менделеева. Олень символизируют название города.

## История
Рабочий поселок основан 7 августа 1949 года неподалёку от станции Оленья, с 27 марта 1957 года — город Оленегорск.
В 80-е годы была создана эмблема города Оленегорска. Описание по гербовидному значку, который выпускало мурманское предприятие «Кольский сувенир»: «Эмблема Оленегорска представляла собой щит, пересеченный золотым поясом с зубчатым выступом внизу, образующий оконечность черного цвета с золотым условным химическим знаком железа (Fe) посередине. В верхнем серебряном поле — золотые квадрат, наложенный на «розу ветров» с буквой N вместо верхнего луча, и положенные в косой крест молоток и штангенциркуль. На квадрате надпись 1949 — год образования города. Пояс, символизирующий железорудный карьер, молоток, штангенциркуль и химический знак Fе говорят о преобладающей профессии жителей города, работающих на горнообогатительном предприятии, дающем стране железный концентрат. «Роза ветров» с буквой N подчеркивает местоположение города на Севере».
В 1997 году, в канун празднования 40-летия города, был выпущен юбилейный значок, на котором было изображено: геральдический щит, в голубом поле которого стоящий на серебряной горе золотой олень, опирающийся передней ногой на черный камень, над оленем — золотое северное сияние. Щит увенчан красной стенчатой короной. Но этому проекту так и не суждено было стать официальным гербом города.
18 марта 2003 года было подписано решение горсовета об утверждении нового герба Оленегорска.